# Intel 8279

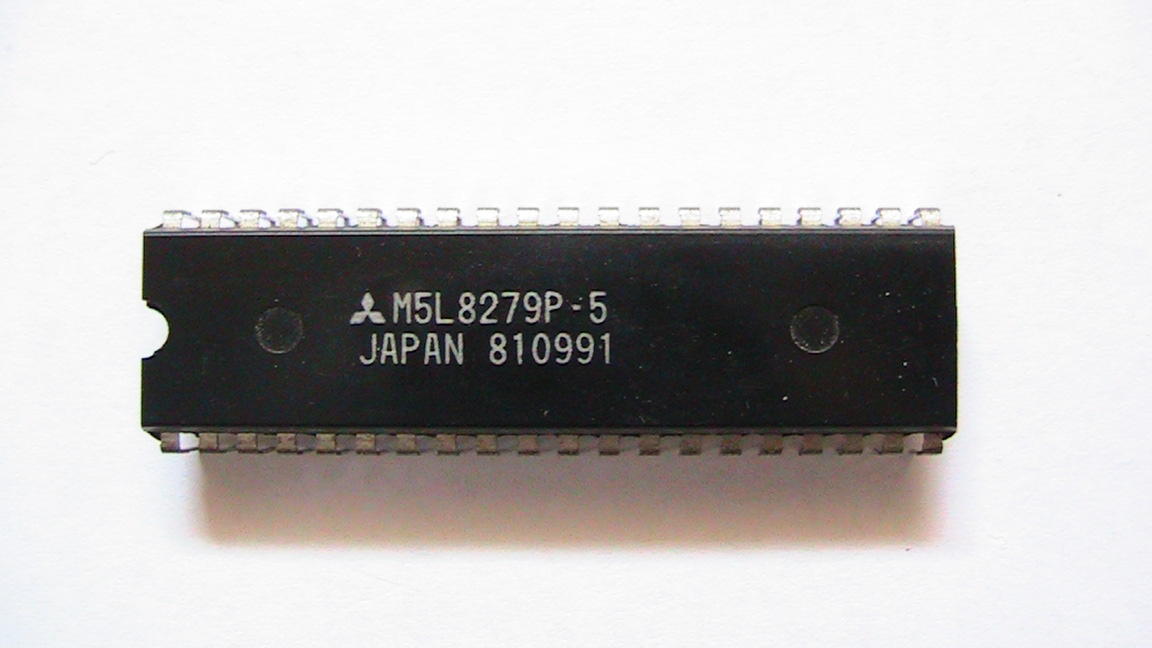
Mitsubishi 8279P-5

El Intel 8279 es un chip de interfaz de pantalla y teclado programable diseñado para los procesadores Intel 8080/8085 e Intel 8088. El dispositivo viene en un paquete DIL de 40 pines.
La parte del teclado contiene una interfaz para una matriz de teclado con hasta 64 contactos. La parte de la pantalla tiene una interfaz en el proceso de multiplexación para pantallas LED.

## Interfaz de 8279 con 8085
En un sistema basado en microprocesador, cuando un teclado y una pantalla LED de 7 segmentos se interconectan mediante puertos o pestillos, el procesador debe realizar la siguiente tarea.
- Escaneo de teclado
- Eliminación de rebotes de teclas
- Generación de código clave
- Envío de código de visualización a LED
- Pantalla refrescante

## Modos de funcionamiento
Los modos de entrada básicos del 8279 son
- teclado escaneado
- Matriz de sensor escaneada
- Entrada estroboscópica
- Modos de visualización

Los dos modos básicos de salida son
- Entrada izquierda (tipo máquina de escribir)
- Entrada derecha (tipo de calculadora)